# 간이역 (영화)
《간이역》은 2021년에 개봉한 대한민국의 무삭제판 영화이다.

## 캐스팅
- 김재경 : 지아 역
- 김동준 : 승현 역
- 윤유선 : 경숙 역
- 진예솔 : 혜선 역
- 허정민 : 동찬 역
- 신지훈 : 석진 역
- 민준현 : 준현 역
- 손소망 : 은수 역
- 류재필 : 노인 승현 역
- 최설 : 신경외과 의사 역
- 문채영 : 과거 선생님 역
- 김은경 : 양호 선생님 역
- 김영희 : 치매할머니 역
- 최예찬 : 아역 승현 역
- 이아라 : 아역 지아 역
- 김대흥 : 조문객 1 역
- 김용호 : 조문객 2 역
- 한윤희 : 과거 반장 역
- 정예서 : 복도 여학생 역
- 박하은 : 빵집 여손님 역
- 박은별 : 편의점 직원 역
- 고수연 : 신경외과 간호사 역
- 김희재 : 간이역 창밖여자 역
- 이정근 : 택배기사 역
- 이지원 : 아역 혜선 역
- 이준원 : 아역 동찬 역
- 조운성 : 마케팅팀 직원 1 역
- 화영진 : 마케팅팀 직원 2 역
- 김소연 : 마케팅팀 직원 3 역
- 신경림 : 마케팅팀 직원 4 역
- 이가은 : 마케팅팀 직원 5 역
- 김민성 : 지아 아버지 역
- 이소원 : 웨딩샵 직원 역
- 김상동 : 암병동 노인 역
- 정혜선 : 간병인 역
- 윤해나 : 노인의 손녀 역
- 윤효진 : 노인의 부인 역
- 송진영 : 암병동 비니모자 청년 역
- 구여림 : 청년의 여자친구 역
- 송규일 : 대학병원원장 역
- 박형준 : 마케팅팀장 역 (특별출연)
- 에일리  : 에이미 역 (특별출연)

## 같이 보기
- 2021년 대한민국의 영화 목록